# New Hampshire
New Hampshire is een van de vijftig staten van de Verenigde Staten van Amerika, gelegen in het noordoosten. Het is de 5e kleinste staat naar oppervlakte en met 1,3 miljoen inwoners de 10e kleinste naar bevolkingsaantal.
De staat is een van zes relatief kleine staten die samen New England vormen. New Hampshire grenst aan Massachusetts in het zuiden, Vermont in het westen, Maine en de Atlantische Oceaan in het oosten en de Canadese provincie Quebec in het noorden. In het zuidoosten heeft de staat een korte kuststrook, de regio Seacoast. Landinwaarts liggen in het zuiden de Merrimack-vallei en de regio Monadnock en verder noordwaarts de regio Lakes en het gebied Dartmouth-Lake Sunapee. In het noorden bevinden zich de White Mountains van New Hampshire, en in het uiterste noorden de dunbevolkte Great North Woods. Mount Washington (1917 m) in de White Mountains is de hoogste bergtop van New England. De rivier Connecticut vormt de grens met Vermont, de Merrimack doorsnijdt New Hampshire in het zuiden. De staat is zeer bosrijk.
Vóór de Europese kolonisatie van Amerika woonden er verschillende Abenaki-indianenstammen in de streek. Engelsen en Fransen verkenden het gebied begin 17e eeuw en in 1623 koloniseerden de Engelsen New Hampshire. In 1776, tijdens de Amerikaanse Onafhankelijkheidsoorlog, was het de eerste Britse kolonie in Noord-Amerika die een eigen regering stichtte en dito grondwet invoerde, vrij van Brits gezag. Later datzelfde jaar vormde New Hampshire als een van de dertien koloniën de Verenigde Staten.
De meeste New Hampshirites leven in het uiterste zuiden, waar het makkelijk pendelen is naar Massachusetts en meer bepaald naar Boston. De grootste steden zijn Manchester (109.565 inwoners) en Nashua (86.494) en de hoofdstad Concord (42.695). De bevolking is relatief homogeen, met 94% blanken, voornamelijk van Ierse, Engelse en Franse origine. New Hampshire behoort tot de rijkste staten van het land. Tot begin 20e eeuw kende New Hampshire grote textiel- en papierindustrieën, maar die gingen teloor in de jaren 1930 en 40. Anno 2018 zijn de grootste sectoren vastgoed, zakelijke dienstverlening, industrie, overheid en zorg en welzijn. Toeristen bezoeken New Hampshire om te bergwandelen of aan wintersport te doen.
New Hampshire staat erom bekend dat ze, om de vier jaar, als tweede staat een voorverkiezing organiseert voor de presidentsverkiezingen. Vanwege de enorme aandacht heeft deze primary een buitengewoon grote invloed op het verdere vervolg van de voorverkiezingen. In de 19e en 20e eeuw stemde de staat in de meeste verkiezingen Republikeins, maar sinds 1992 is New Hampshire een swing state.

## Geschiedenis
Het gebied dat nu de staat New Hampshire heet, werd al in 1623 gekoloniseerd, slechts drie jaar nadat de Pilgrims in Massachusetts waren geland. Het is genoemd naar het Engelse graafschap Hampshire.
New Hampshire was een van de dertien koloniën die in de 18e eeuw in opstand kwamen tegen de Britse overheersing (zie: Amerikaanse Revolutie). In januari 1776 was het de eerste staat die zich volledig onafhankelijk van de Britten verklaarde. Op 21 juni 1788 ratificeerde New Hampshire als negende staat de Grondwet van de Verenigde Staten. Tijdens de Amerikaanse Burgeroorlog stond New Hampshire aan de kant van de Unie.
In 1944 werd in Bretton Woods een internationale conferentie gehouden, waarop de financiële inrichting van de vrije wereld werd geregeld. Oprichting van het Internationaal Monetair Fonds en de Wereldbank.
New Hampshire was in 2009 de vierde staat van de Verenigde Staten die het homohuwelijk legaliseerde.

## Geografie
De staat New Hampshire beslaat 24.239 km², waarvan 23.249 km² land. De staat ligt in de Eastern-tijdzone.
New Hampshire ligt aan de Atlantische Oceaan, alhoewel de kustlijn slechts 25 kilometer lang is. In het noorden grenst het aan Canada, in het westen aan de staat Vermont, in het oosten aan Maine en in het zuiden aan Massachusetts.
Grote stukken van de staat zijn berg- en heuvelachtig. Ongeveer een kwart van New Hampshire wordt in beslag genomen door de White Mountains. In dit gebergte ligt Mount Washington (1917 m), waarvan de top het hoogste punt is van de staat.
De belangrijkste rivieren zijn de Connecticut en de Merrimack.

## Demografie en economie
In 2000 telde New Hampshire 1.235.786 inwoners (51 per km²). Het bruto product van de staat bedroeg in 1999 44 miljard dollar.
De grootste steden zijn Manchester en Nashua.

## Bestuurlijke indeling
New Hampshire is onderverdeeld in 10 county's.

## Politiek

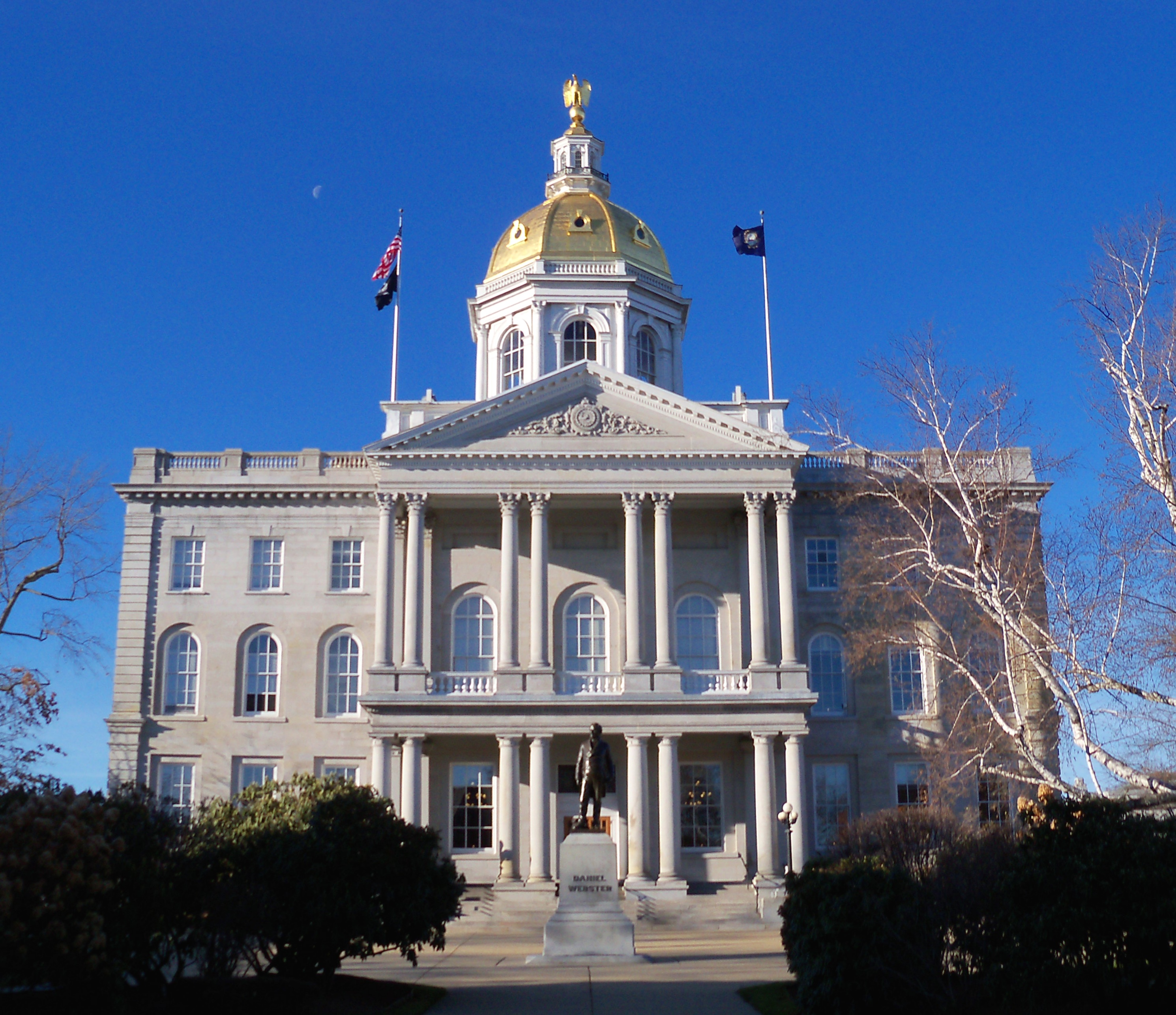
Het New Hampshire State House in Concord (2012)

Aan het hoofd van de uitvoerende macht van New Hampshire staat een gouverneur, die direct gekozen wordt door de kiesgerechtigden in de staat. De gouverneursverkiezingen vinden elke twee jaar plaats. Dit in tegenstelling tot vrijwel alle andere Amerikaanse staten, waar een ambtstermijn voor gouverneurs vier jaar bedraagt. De huidige gouverneur is Kelly Ayotte van de Republikeinse Partij. Zij werd verkozen bij de gouverneursverkiezingen van 2024 en trad aan op 9 januari 2025.
De wetgevende macht bestaat uit het Huis van Afgevaardigden van New Hampshire (New Hampshire House of Representatives) met 400 leden en de Senaat van New Hampshire (New Hampshire Senate) met 24 leden. Dit aantal leden is hoog in vergelijking met andere staten. De parlementsleden krijgen slechts een kleine vergoeding en zijn dus "vrijwilligers" waarvan de meesten gepensioneerd zijn.